# Chillanella stelligera
Chillanella stelligera är en fjärilsart som beskrevs av Butler 1881. Chillanella stelligera ingår i släktet Chillanella och familjen praktfjärilar. Inga underarter finns listade i Catalogue of Life.